# Government of Wales Act 1998
Pour les articles homonymes, voir Wales Act.
Le Government of Wales Act 1998 est une loi du Parlement du Royaume-Uni introduite à la Chambre des communes le 26 novembre 1997 et sanctionnée le 31 juillet 1998.
Considérée comme la « première constitution » des institutions dévolues au pays de Galles, elle est portée dans les chambres à l’état de projet de loi par le secrétaire d’État pour le Pays de Galles Ron Davies sous le gouvernement de Tony Blair. Rendue possible par l’approbation de la création d’une assemblée galloise lors du référendum de 1997, elle introduit l’assemblée nationale du pays de Galles, nouvel échelon de gouvernement propre au pays de Galles dirigé par un comité exécutif, près de vingt ans après l'échec du premier référendum sur la dévolution qui aboutit au rejet du Wales Act 1978.
Contrairement au Parlement écossais, son homologue institué simultanément par le Scotland Act 1998 sous la forme d’un projet dévolutionnel plus abouti, l’Assemblée galloise n’est dotée que de pouvoirs limités et n’est pas investie du pouvoir de légiférer. Aussi, dès la première mandature, le cabinet de Rhodri Morgan nomme une commission sur les pouvoirs et les arrangements électoraux relatifs à l’Assemblée galloise dont les recommandations ont été retranscrites partiellement en 2005 dans un livret blanc du Gouvernement britannique, le Better Governance for Wales. Sur cette base, la traduction du premier texte amendant la loi constitutionnelle galloise est ainsi le Government of Wales Act 2006.